# Baroul Constituțional
Baroul Constituțional sau Baroul Constituțional Român sau Baroul Bota, care se auto-intitula fictiv Uniunea Națională a Barourilor din România în scopul obținerii de foloase materiale, zisă UNBR Bota, a fost un barou paralel, ilegal, lipsit de personalitate juridică, înființat de către Pompiliu Bota în anul 2002 ca o alternativă la „barourile clasice” ale avocaților din România, reorganizate după 1990 în cadrul U.N.B.R.
Baroul Constituțional a avut drept obiect de activitate practicarea avocaturii de către persoane care în mod legal nu aveau dreptul de a o practica, conform art. 348 din Codul penal din 2009 (art. 281 din vechiul cod). De asemenea încalcă art. 367 din Codul penal, drept organizație care are scopul săvârșirii de infracțiuni sau grup infracțional organizat.

## Istoric
În anul 2002, Judecătoria Deva a recunoscut personalitate juridică Asociației de Binefacere „Bonis Potra” care avea trecut în Statutul său, printre alte obiecte de activitate, „înființarea de barouri cu respectarea prevederilor Constituției României, a prevederilor pactelor și convențiilor internaționale privitoare la drepturile omului”. 
După rămânerea definitivă a hotărârilor judecătorești a fost constituit „consiliul director” al Baroului Constituțional Român, iar Pompiliu Bota s-a intitulat „decan”. În data de 17 ianuarie 2003 s-a întocmit „Tabloul anual al avocaților Baroului Constituțional”, în care erau înscrise 35 de persoane, 20 dintre acestea având conferit pseudo-dreptul de a pune concluzii la tribunale și curți de apel, sediile profesionale fiind situate în: Orăștie, Alba Iulia, Baia Mare, Timișoara, Reșița, Piatra Neamț, Satu Mare, Negrești Oaș, Turnu Severin, Petroșani și București.
Ca o asociație de binefacere să poată înființa barouri, uniuni, fundații sau sindicate este un nonsens evident, doar instanțele de judecată putând înființa legal organizații, iar ele nu pot delega această prerogativă unei asociații private. De aceea, Baroul Constituțional n-a fost niciodată o organizație legal înființată. Nu există nicio hotărâre judecătorească prin care se prevede explicit înființarea Baroului Constituțional. Asociația „Bonis Potra” sau Asociația „Figaro Potra” nu puteau emite hotărâri judecătorești.

### Practica neunitară a instanțelor judecătorești
Instanțele judecătorești nu au avut o practică unitară în aprecierea calității de avocat a membrilor Baroului Constituțional. 
În practica instanțelor judecătorești se puteau identifica următoarele tendințe:
1. de acceptare și permitere a membrilor „Baroului Constituțional” să acorde asistență și reprezentare juridică;
2. de a pune în vedere membrilor „Baroului Constituțional” să prezinte „dovezi cu privire la calitatea de avocat în condițiile Legii nr. 51/1995”, iar, în lipsa acestora, să nu le fie permis să acorde asistență și reprezentare;
3. de calificare a mandatului de reprezentare ca fiind dat unui neavocat și, în conformitate cu dispozițiile art. 68 alin. 4 din Codul de procedură civilă nu le este permis membrilor baroului menționat să pună concluzii.

### Condamnarea penală a lui Bota Pompiliu
În data de 5 aprilie 2012, Judecătoria Deva a decis condamnarea la pedeapsa de 6 luni de închisoare a lui Pompiliu Bota, decanul Baroului Constituțional, pentru exercitarea fără drept a profesiei de avocat și la 6 luni de închisoare pentru săvârșirea infracțiunii de complicitate la infracțiunea de exercitare fără drept a unei profesii. În urma contopirii celor două pedepse, s-a aplicat pedeapsa cea mai grea, de 6 luni închisoare. De asemenea, instanța a dispus suspendarea condiționată a executării pedepsei aplicate lui Pompiliu Bota, pe durata unui termen de încercare de 2 ani și 6 luni.
Sentința dată de Judecătoria Deva a fost recurată de către Pompiliu Bota în data de 26 aprilie 2012 la Curtea de Apel Alba Iulia, însă recursul a fost respins în data de 29 mai 2012, astfel că sentința de condamnare a lui Pompiliu Bota de către Judecătoria Deva a rămas definitivă. De asemenea, i-a fost respinsă contestația în anulare.
Bota și alții vor fi judecați în 2022 la Curtea de Apel Suceava, pentru încălcarea art. 348 și art. 367 Cod penal; părțile vătămate (păgubașii care au depus plângere) numără aproape două sute de oameni. Pe 28 noiembrie 2023 Curtea de Apel Suceava a anulat achitarea unor „avocați” din Baroul Bota (inclusiv Pompiliu Bota), a încetat procesul penal împotriva lor datorită prescrierii răspunderii penale, bunurile folosite pentru practicarea ilicită a avocaturii rămân confiscate, sechestrul asigurator pe anumite bunuri și imobile a fost menținut, iar ei au fost obligați la plata unor cheltuieli referitoare la cercetarea penală. Sentința este definitivă. Pompiliu Bota a înaintat recurs în casație, dar acesta a fost respins. În ianuarie 2025 Curtea Constituțională i-a respins excepția de neconstituționalitate.
Florin Talpan, jurist al Clubului Sportiv al Armatei Steaua București, a declarat: „În primul rand Bota, nu este avocat! Este un jurist, care a încălcat în nenumărate rânduri legea, fiind condamnat la închisoare cu suspendare. Este o persoană de rea credință care eludează legea tot timpul, făcându-și un scop în asta.” Bota a intrat într-un conflict cu CSA Steaua, prin înregistrarea abuzivă a mărcii la EUIPO⁠(en)[traduceți].

### Condamnarea penală a altora
Doi pretinși avocați din Baroul Constituțional au fost condamnați penal în mod definitiv fie pentru exercitarea fără drept a meseriei de avocat, fie pentru ultraj judiciar în cursul investigării practicării ilegale a avocaturii (unul dintre ei a ajuns la închisoare, iar celălalt este sau era căutat de Poliție pentru a face închisoare). De altfel, unul dintre ei era deja exclus din Baroul Bota când s-a prefăcut avocat, așa că în momentul în care se judeca procesul penal împotriva avocatului dublu fals, Baroul Bota a cerut despăgubiri avocatului dublu fals (a cerut 10 mii RON în calitate de parte civilă la proces); dar din moment ce Baroul Bota nu a fost recunoscut ca barou legal constituit, avocatul fals nu a fost condamnat la plata daunelor către Baroul Bota.
Un bucureștean care a fost membru al Baroului Bota a fost și el condamnat definitiv la trei ani și șase luni de închisoare, printre altele pentru încălcarea Art. 348.
Tribunalul Suceava a condamnat la închisoare cu suspendare doi inculpați care au făcut parte din Baroul Bota, dar decizia nu este definitivă, fiind atacată cu apel. În aceeași decizie Tribunalul Suceava a dispus desființarea multor înscrisuri semnate de către câțiva „avocați”, adică desființarea unor chitanțe, dar asta va produce efecte juridice doar dacă decizia va rămâne definitivă. Doctrina juridică asupra efectelor civile ale desființării înscrisurilor în procesul penal este neclară și controversată. Apelul a fost judecat, vezi mai sus.
Un alt „avocat” din Baroul Bota a fost condamnat definitiv la 7.200 RON amendă penală în 2018, pentru exercitarea fără drept a unei profesii.
Șeful UNBR Botomei, fost asociat al lui Pompiliu Bota, a fost condamnat definitiv la pușcărie cu executare.
Un alt fals avocat din Constanța sau Tulcea, care ține de Baroul Bota, a fost condamnat la pușcărie. Apelul a încetat datorită faptului că a intervenit prescripția răspunderii penale.
Un pretins avocat din Cluj a fost condamnat la 7200 RON amendă penală pentru exercitarea fără drept a profesiei de avocat. El a acumulat 35 mii RON amenzi penale. El fusese de exemplu condamnat la plata a 9 000 RON amendă penală și 10 000 RON daune către Baroul Cluj (real).
Alt pretins avocat a primit o pedeapsă la închisoare cu amânare.
O femeie care pretindea că este avocată a fost condamnată la Constanța.
Un fals avocat din Tulcea a fost de asemenea condamnat.
Doi fii ai unui fost judecător român sunt urmăriți penal pentru practica ilicită a avocaturii. Ei au fost înregistrați ilegal drept membri ai Baroului Madrid, care se pare că nu a putut distinge între atestatele de avocat român false și cele autentice. Pentru unul dintre ei a intervenit prescripția.
Un fals avocat din Cluj a scapăt de procese deoarece a intervenit prescripția.

## Decizii juridice privind Baroul Constituțional
În prezent, există numeroase decizii ale Curții Constituționale sau ale CEDO în legătură cu problema organizării profesiei de avocat și a barourilor din România, ca urmare a conflictului dintre „barourile clasice” și „barourile Bota”, însă practica a continuat multă vreme să fie neunitară, la nivelul instanțelor de judecată.

### Recurs în interesul legii
În data de 21 septembrie 2015 Înalta Curte de Casație și Justiție s-a pronunțat printr-un recurs în interesul legii (RIL) cu privire la practica neunitară în ce privește avocații din barourile alternative. 
Minuta are următorul conținut: 
Fapta unei persoane care exercită activități specifice profesiei de avocat în cadrul unor entități care nu fac parte din formele de organizare profesională recunoscute de Legea 51/1995 privind organizarea și exercitarea profesiei de avocat republicată, cu modificările și completările de ulterioare, constituie infracțiunea de exercitare fără drept a unei profesii prevazuta de Art. 348 Cod Penal.
De atunci practicarea avocaturii de către „avocații” Baroului Constituțional constituie infracțiune, fără a mai exista dubii în această privință. Acest lucru a fost confirmat de Curtea Constituțională pe 17 septembrie 2019, menționând printre altele respingerea ca inadmisibilă a cererii 24.057/03 adresate Curții Europene a Drepturilor Omului.
Curtea Constituțională a stipulat din nou pe 19 ianuarie 2021 în decizia nr. 30 că nu pot fi înființate barouri alternative la UNBR reală. Reconfirmat în 2024.

### www.bota.ro
Domeniul de internet „www.bota.ro” a fost șters, ca urmare a Hotărârii 2.384/2019 din 17 octombrie 2019, a Tribunalului București.

### Marca înregistrată
Marca UNBR-ului înregistrată de Baroul Constituțional a rămas definitiv anulată prin decizia ÎCCJ-ului. De asemenea, radierea sau anularea mărcii este confirmată de Registrul Mărcilor ținut de OSIM. UNBR Bota, condusă de Constantin Bălăcescu, a înaintat contestație în anulare la ÎCCJ, solicitând, printre altele, recuzarea întregii instanțe. Contestația în anulare este o cale extraordinară de atac și poate fi exercitată doar pentru câteva motive special prevăzute de lege. Pe 3 mai 2022 contestația în anulare a fost respinsă în mod definitiv ca netimbrată.
Curtea Constituțională a respins excepția de neconstituționalitate invocată de Bălăcescu și Bota cu privire la marca UNBR Bota; Curtea de Justiție a Uniunii Europene nu va fi sesizată în acest caz.
Pe Registrul Mărcilor, Pompiliu Bota apare cu 11 mărci: 10 refuzate și una anulată. Mărcile UNBR-ului înregistrate de RODALL SRL au avut diverse grade de succes: unele sunt în continuare înregistrate, altele au fost anulate, altele au fost refuzate, iar altele sunt actualmente (februarie 2023) listate drept „în litigiu”. Deși dreptul civil ar permite folosirea lor, în drept penal folosirea lor este infracțiune (pedepsită cu închisoare de la 6 luni la 3 ani sau amendă). Înregistrarea acestor mărci nu constituie infracțiune, dar folosirea lor efectivă constituie.

### Capacitatea de a fi parte
Punctul de vedere al Ministerului Justiției este că UNBR Bota și INPPA Bota nu sunt persoane juridice: „Cele două entități nu au capacitate de folosință în sensul art. 205 alin. (1) C.civ., adică nu pot dobândi drepturi și nu pot avea obligații. Ele nu sunt subiecte de drept.” Acest punct de vedere a fost comunicat instanțelor judecătorești spre a fi pus în aplicare. Citat verbatim: „În mod corespunzător, art. 56 alin. (2) C.pr.civ. prevede expres că cele două entități care nu sunt constituite potrivit legii nu pot sta în judecată.”
Conform av. Gheorghe Florea, președintele UNBR-ului real, Uniunea Națională a Barourilor din România, condusă de Constantin Bălăcescu, este „o entitate lipsită de personalitate juridică.” Punctul său de vedere este aplicat de judecătorii și tribunale. Într-adevăr, în Registrul Național ONG nu apare o asemenea entitate (date din 2 martie 2020). Confirmat și pentru datele din 26 mai 2021 și pentru asociațiile înscrise până la 1 martie 2016.
Conform Ministerului Finanțelor, UNBR-Bota nu a mai înregistrat declarații în calitate de agent economic după data de 22 aprilie 2019 (datele din 5 iulie 2024). Data ultimei prelucrări este 25 martie 2021.
Uniunea Națională a Barourilor din România – Bota, având CIF 20626000, a fost declarată persoană fără capacitate procesuală de folosință. Decizia a fost apelată de Pompiliu Bota și UNBR Bota. Lipsa acestei capacități arată că organizația nu poate fi parte la procese în drept civil. În contextul deciziei, asta înseamnă că UNBR Bota nu poate deține sau închiria bunuri imobiliare și nu poate plăti sau datora cuiva sume bănești—din punct de vedere economic-financiar această organizație nu există și nu are nici drepturi și nici obligații bănești, de proprietate sau de închiriere. Apelul a fost repus pe rol, Tribunalul Municipiului București cerând dovada activităților economice, veniturilor, proprietăților și conturilor bancare ale UNBR Bota și ale lui Pompiliu Bota. Pompiliu Bota și Uniunea Națională a Barourilor din România (Structura Bota) au solicitat ajutor public, dar instanța a decis: „Respinge cererile de ajutor public, ca neîntemeiate”. Este vorba că Bota și UNBR-Bota au pretins că nu-și pot permite să plătească un avocat și în general costurile procesului (experți, executori, etc.), la asta se referă ajutorul public judiciar. Aceste condiții sunt „venitul mediu net lunar pe membru de familie, în ultimele două luni anterioare formulării cererii, se situează sub nivelul de 600 lei” pentru compensarea 50% și sub 300 lei, pentru compensarea 100%. Instanța fie nu primise dovezile că Bota și UNBR Bota satisfac cerințele legale pentru acordarea ajutorului public, fie a considerat că o „organizație” fără capacitate procesuală de folosință nu are vreun temei de a primi ajutor public, fie a considerat că o „organizație” clar nu are membri de familie.
Pe 18 martie 2022, Tribunalul București a respins cererea de reexaminare ajutor public judiciar.
Pe 21 aprilie 2023, Tribunalul Municipiului București a decis că Baroul Bota nu are capacitatea de a fi parte. Verdictul a fost atacat cu recurs (aflat în curs de judecare). Și doar din punct de vedere tehnic, nerecuzarea judecătorilor poate fi atacată cu apel.
Pe 5 septembrie 2023, Curtea de Apel București a decis: „Anulează cererea de acordare a ajutorului public judiciar, pentru lipsa semnăturii. Cu drept de reexaminare în termen de 5 zile de la comunicare.” Cererea de reexaminare a taxei de timbru a fost refuzată de către Curtea de Apel București pe 21 septembrie 2023; decizia despre taxa de timbru este definitivă.

### Recunoașterea internațională
În Italia, atestatele de avocat înscris în Baroul Bota au fost considerate fițuici lipsite de valoare, iar italienilor care au făcut uz de ele nu li s-a permis înscrierea în barourile italiene sau au fost radiați datorită lipsei titlului de avocat. Ele au costat pe fiecare italian doritor de a părea avocat 7.000 Euro + TVA.
După ce Viviana Onaca, de la Ministerul Justiției din România, a sesizat oficial Ordinul Avocaților din Tivoli, Italia, că UNBR Bota nu există (adică nu e nici recunoscută, nici legal înființată), UNBR Bota i-a atacat sesizarea în instanță, dar UNBR Bota a pierdut definitiv procesul.

### Cauza Bota împotriva României
Curtea Europeană a Drepturilor Omului a judecat Cauza Bota împotriva României. Aceasta nu privește avocatura, ci un proces referitor la țigarete netimbrate.

### Petiții către Comisia UE
Mai multe petiții au fost adresate Comisiei UE. La ele s-a răspuns în 2015.

### Curtea Penală Internațională
Bota a depus o plângere la Curtea Penală Internațională, susținând că avocații din Baroul Bota au fost și sunt victimele unui genocid. Nu există niciun indiciu că Biroul Procurorului va accepta să înceapă o investigație.

## Baroul Botomei
La un moment dat a existat UNBR-Botomei, rupt din UNBR-Bota, lucru pentru care Vasile Botomei, care fusese coleg de infracțiuni cu Pompiliu Bota, a fost condamnat penal. Botomei a făcut sau face pușcărie pentru „avocatură clandestină” în calitate de infractor recidivist. Judecătorul care racola contra cost clienți pentru Baroul Botomei a trebuit să suporte rigorile legii, fiind condamnat penal în mod definitiv și ulterior eliberat din funcție de către președintele Klaus Iohannis.

## Sindicatul Independent al Juriștilor din România
Sindicatul Independent al Juriștilor din România, condus de Pompiliu Bota, este o altă structură de avocatură clandestină. Sindicatul lui Bota a promovat în instanțe acțiuni absolut stupide, în care pretinde să consulte (vadă) actul de înființare al UNBR-ului real. Ori UNBR-ul real nu are un alt act de înființare decât legea specială, publicată în Monitorul Oficial, legea putând fi consultată public de absolut toată lumea. Ca atare, actul de înființare al UNBR-ului real nu poate fi obiect al „legii nr. 544/2001 privind liberul acces la informațiile de interes public.”
De asemenea, Pompiliu Bota depune mari eforturi (dar, fără mare succes) să obțină condamnări penale pentru unii dușmani ai săi, printre care se numără și doi foști asociați ai lui:
- dosar 7.129/2/2021 (3.180/2021) – Gheorghe Gheorghiu, fost vicepreședinte al Uniunii Juriștilor din România (reale)[121]

- dosar 12.741/4/2021 – Ina Spînu (Racovita), vicepreședinte al Baroului Bota[121]

- dosar 306/57/2021 – Cosmin Alin Roncioiu, decanul Baroului Hunedoara (real)[121]

- dosar 8.076/2/2021 (3.721/2021) – Ion Dragne, decanul Baroului București (real)[121]

- dosar 46.664/299/2021 – Viorel Nimernicu, vicepreședinte al Baroului Bota[121]

Asta după ce în dosarul 5.397/303/2020 a încercat să obțină urmărirea penală a UNBR-ului real.